# 斯洛比德卡 (喬爾特基夫區)
48°54′2″N 25°34′55″E / 48.90056°N 25.58194°E
斯洛比德卡（羅馬化：Slobidka）是位於烏克蘭西部特諾皮爾州喬爾特基夫區的村莊，始建於1595年，面積10.6平方公里，2001年人口653，人口密度每平方公里10.6人。